# Моргенштерн, Софи
Софи́ Моргенште́рн (фр. Sophie Morgenstern, урождённая Кабачник; 1 апреля 1875, Гродно — 13 июня 1940, Париж) — польско—французский психиатр и психоаналитик. Её вклад в психоанализ связывают с разработками в области детского психоанализа. С. Моргенштерн одной из первых применила и описала особую технику психоаналитического лечения детей — посредством интерпретации их рисунков.

## Биография
Софи Моргенштерн родилась 1 апреля 1875 года в еврейской семье в Гродно.
В 1906 году поступила на медицинский факультет Цюрихского университета, который окончила в 1912 году, защитив диссертацию на тему минеральных веществ щитовидной железы. В 1915 году становится ассистентом врача в психиатрической клинике Бургхёльцли под руководством Эйгена Блейлера.
В 1924 году переезжает во Францию, где становится помощником Жоржа Хейве в детском нейропсихиатрическом отделении. Здесь С. Моргенштерн проработала до самой своей смерти. В это же время Моргенштерн начинает обучаться психоанализу у Евгении Сокольницкой и в 1929 году становится полноправным членом Парижского психоаналитического общества.
Была замужем за Авраамом Моргенштерном, в браке родилась дочь Лора (умерла в 1937 году во время операции).
Софи Моргенштерн покончила с собой 13 июня 1940 года, когда немецкие войска вошли в Париж.

## Научная деятельность
Софи Моргенштерн считала, что детский невроз имеет ту же самую структуру и источники, что и невроз взрослых, но большая уступчивость инфантильного Супер-Эго способствует разрешению конфликтов. В конфликте Анны Фрейд и Мелани Кляйн она твердо занимала позицию А. Фрейд и критиковала технику М. Кляйн. Софи Моргенштерн подчеркивала необходимость осторожного формулирования интерпретаций и считала, что они не должны ускорять сексуальную любознательность маленького пациента.
Софи Моргенштерн была одним из первых деятелей детского психоанализа во Франции. Она одной из первых стала использовать рисование в лечении детей. Самым знаменитым учеником С. Моргенштерн была Франсуаза Дольто, которая считала Моргенштерн своим единственным учителем. «Она учила меня работать так, чтобы дети могли говорить со мной в полном доверии, не боясь, что то, что они скажут, может быть повторено взрослым» — вспоминала Ф. Дольто.

## Основные труды
- Morgenstern S. «Un cas de mutisme psychogène» // «Revue française de psychanalyse», 1927, № 1 (3), с. 492—504.
- Morgenstern S. «La psychanalyse infantile et son rôle dans l’hygiène mentale» // «Revue française de psychanalyse», 1930, № 4 (1), с. 136—162.
- Morgenstern S. «Quelques aperçus sur l’expression du sentiment de culpabilité dans les rêves des enfants» // «Revue française de psychanalyse», 1933, № 6 (2), с. 155—174.
- Morgenstern S. «Psychanalyse infantile» (symbolisme et valeur clinique des créations imaginatives chez l’enfant). — Paris: Denoël, 1937.
- Morgenstern S. «Le symbolisme et la valeur psychanalytique des dessins infantiles» // «Revue française de psychanalyse», 1939, № 11 (1), с. 39-48.

Публикации на русском языке:
- Моргенштерн С. «Случай психогенного мутизма». — Ижевск: ERGO, 2011.
- Моргенштерн С. «Структура личности и её девиации». — Ижевск: ERGO, 2012.